# 新金岡駅
新金岡駅（しんかなおかえき）は、大阪府堺市北区新金岡町一丁にある、大阪市高速電気軌道 (Osaka Metro) 御堂筋線の駅。駅番号はM29。区役所や医療施設などの公共施設が集積しており、堺市北区の拠点となっている。

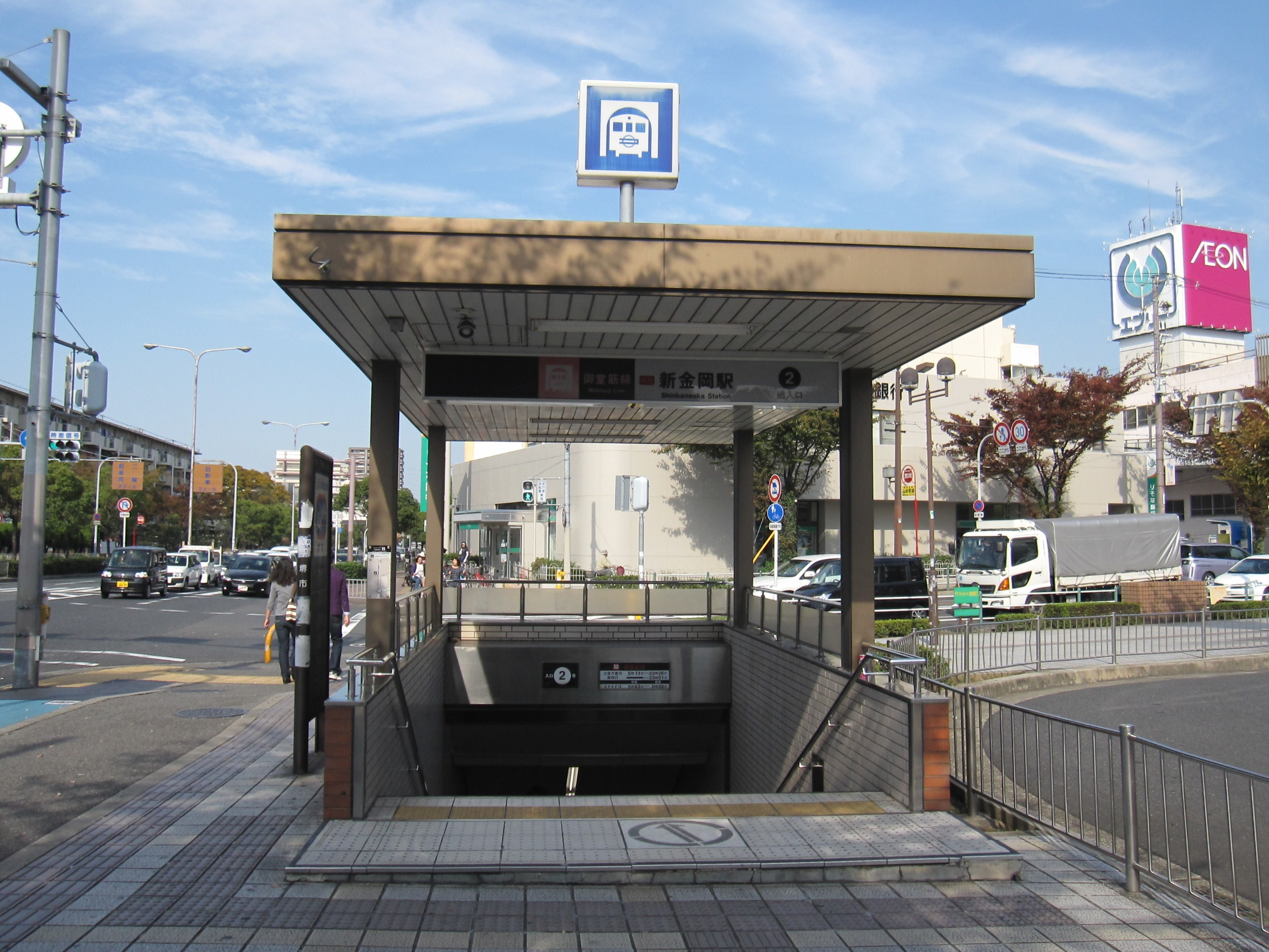
2号出入口（大阪市営地下鉄時代）

## 歴史
- 1987年（昭和62年）4月18日：御堂筋線我孫子 - 中百舌鳥間延伸時に開業[1]。
- 2018年（平成30年）4月1日：大阪市交通局の民営化により、大阪市高速電気軌道 (Osaka Metro) の駅となる。
- 2021年（令和3年）9月11日：可動式ホーム柵の使用を開始[2]。

## 駅構造
島式ホーム1面2線を有する地下駅である。改札口は1ヵ所のみ。この駅から中百舌鳥検車場へ直接続く引込線がある関係で、ラッシュの時間帯の前後に新金岡駅始発および終着の列車がある。
昇降設備は、ホームから改札へは上りエスカレーターとエレベーターがあり、改札から地上へは4番出入口にエレベーターがあり、エスカレーターはない。
トイレは改札内にあり、オストメイトに対応した多機能トイレがある。
当駅は、天王寺管区駅に所属しており、駅長が配置され、当駅と北花田駅を管轄している。

### のりば
| ホーム | 路線     | 行先                               |
| ------ | -------- | ---------------------------------- |
| 1      | 御堂筋線 | なかもず方面                       |
| 2      | 御堂筋線 | なんば・梅田・新大阪・箕面萱野方面 |

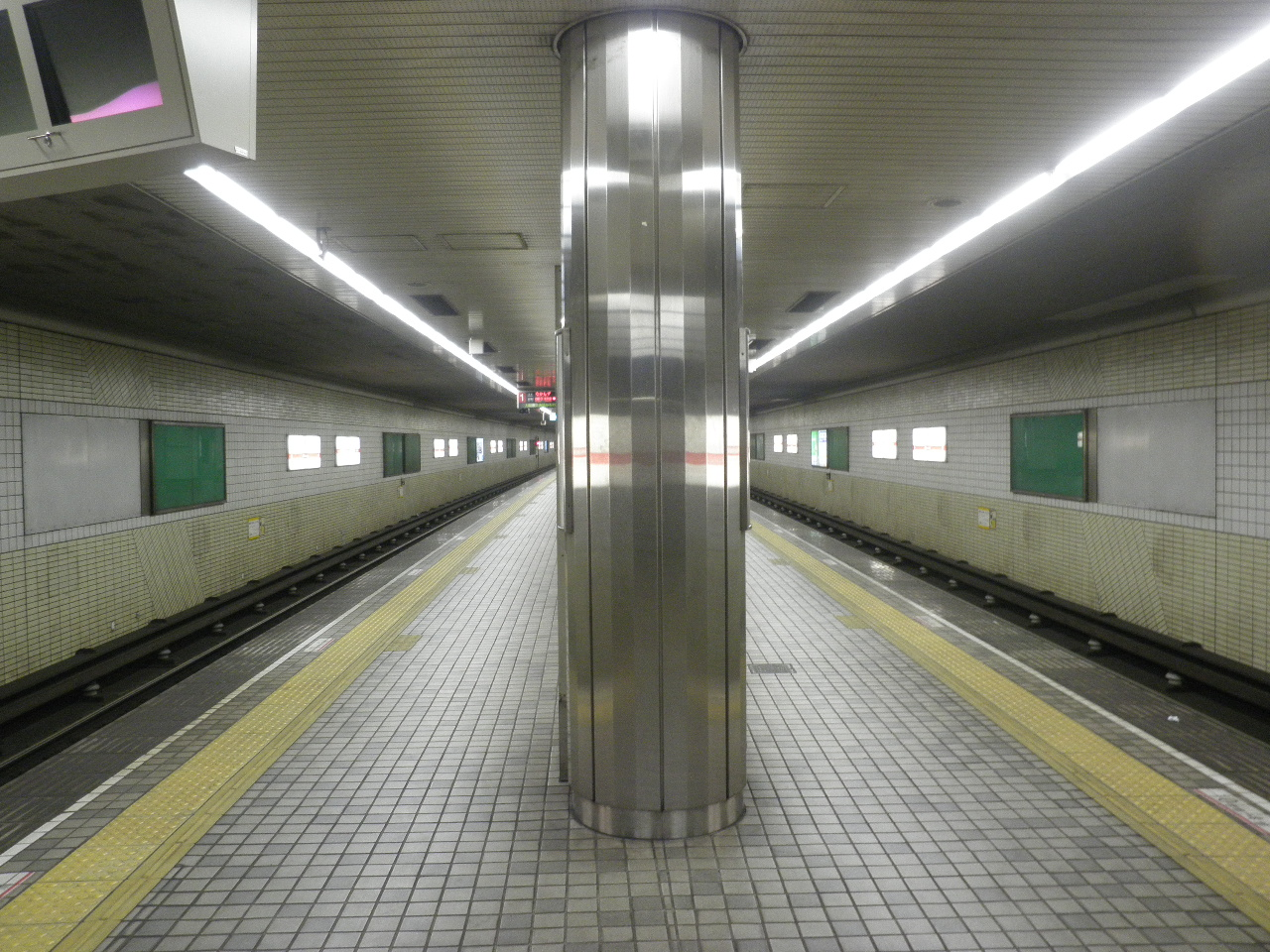
ホーム（2015年1月）
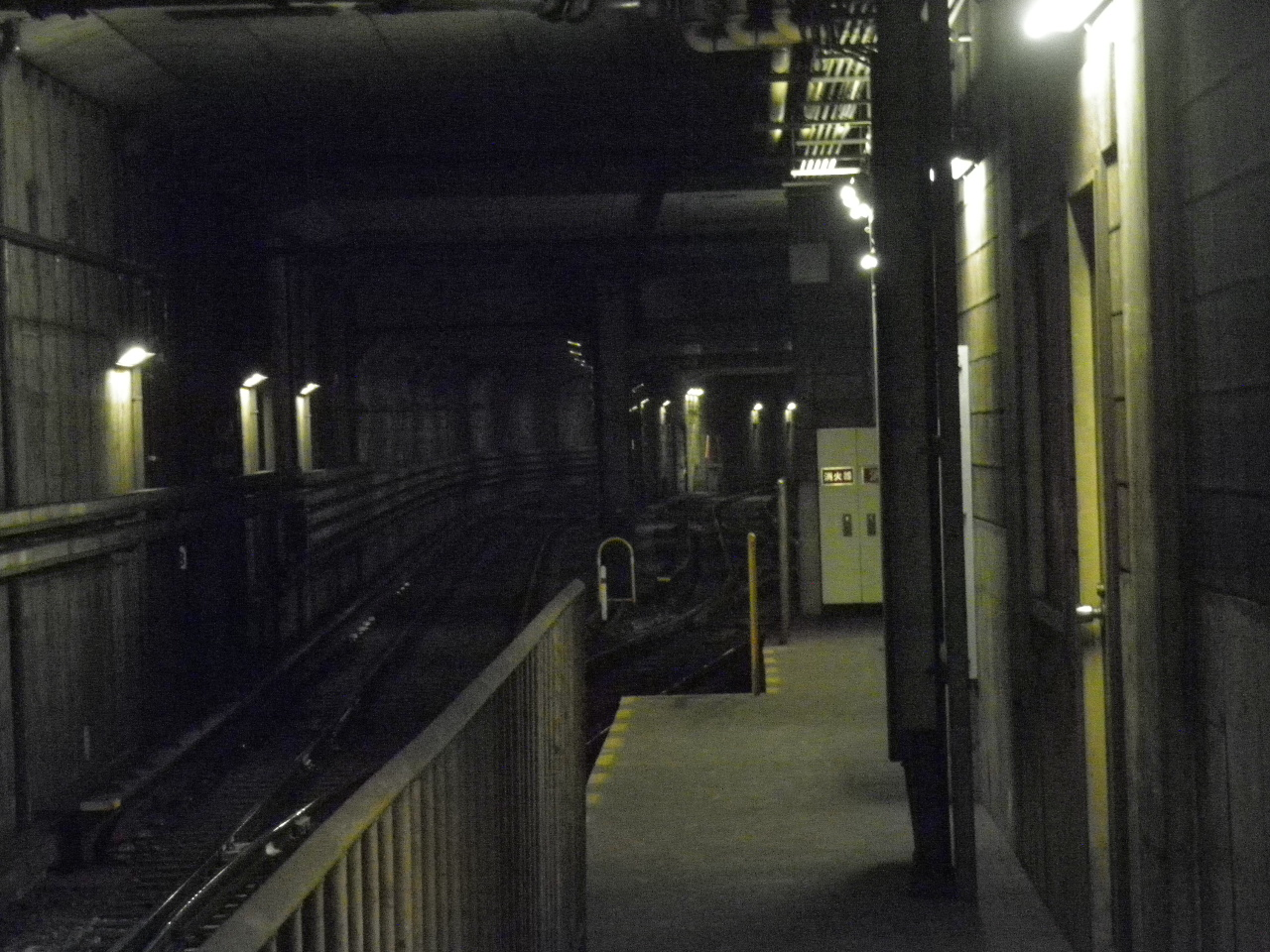
中百舌鳥検車場への引き込み線が分岐（2015年1月）
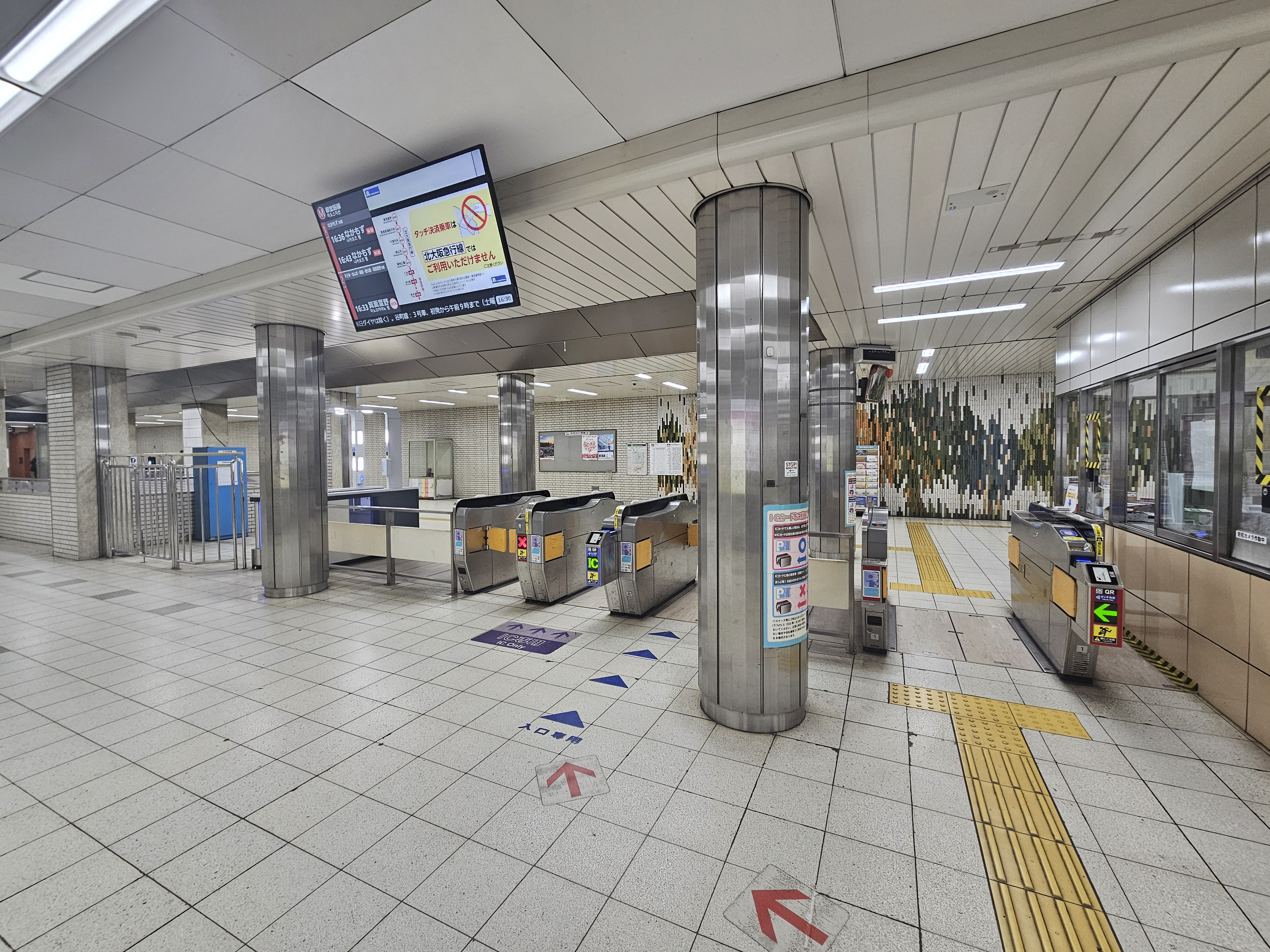
改札口（2024年12月）
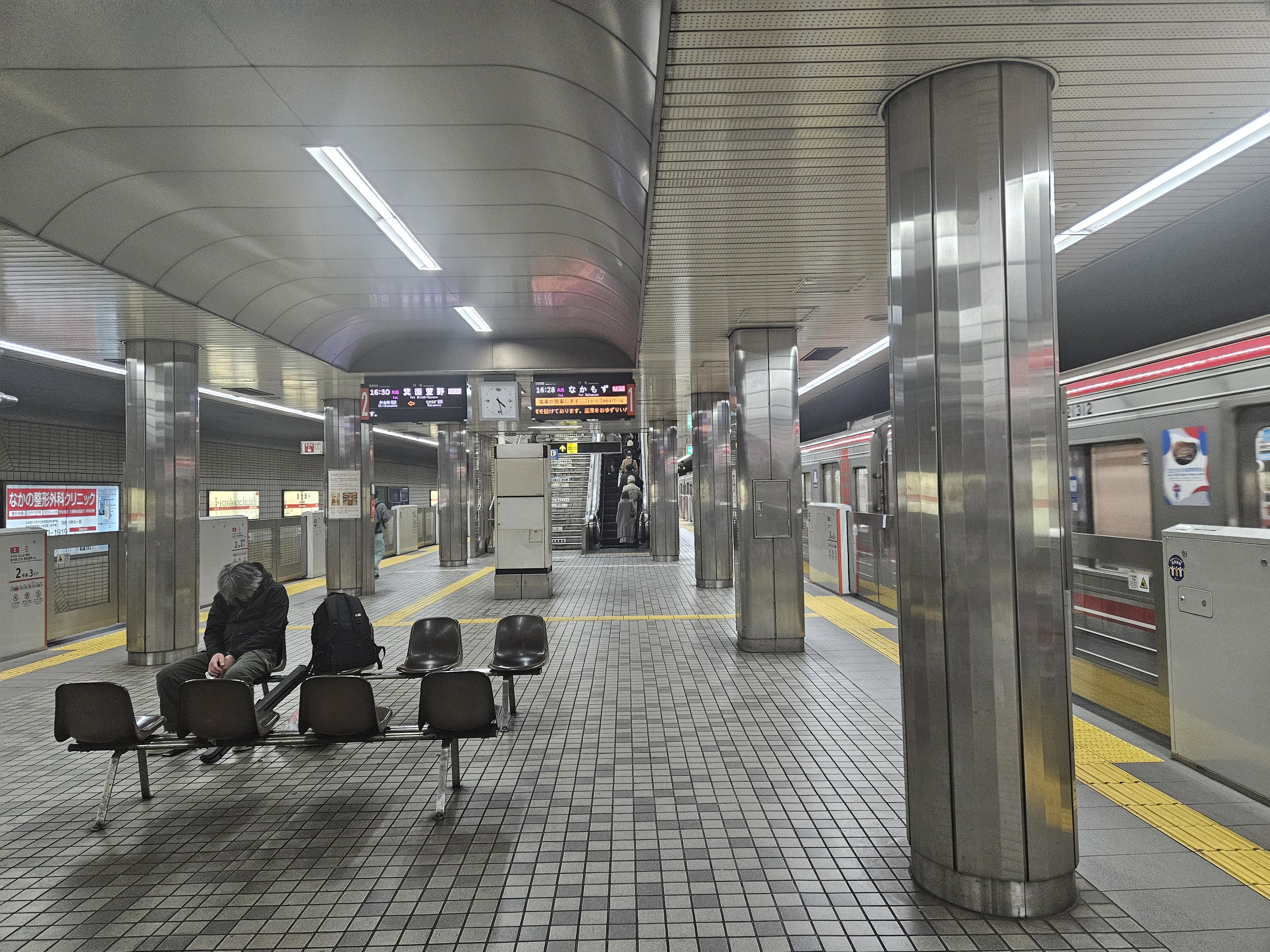
ホーム（2024年12月）

### 出口
| 出口番号 | 出口周辺 | 備考             |
| -------- | --- | ---------------- |
| 1        | 堺金岡郵便局・北消防署                                                                                       |                  |
| 2        | 大泉緑地・堺市役所・北区役所・北保健センター 北図書館・新金岡市民センター公民館 公民館・和楽荘・障害者集会所 |                  |
| 3        | |                  |
| 4        | | エレベーターあり |

## 利用状況
2024年11月12日の1日乗降人員は20,330人（乗車人員：10,201人、降車人員：10,129人）である。御堂筋線の駅では最も乗降人員が少ない。
各年度の特定日利用状況は下表の通り。なお1995年度の記録については1996年に行われた調査であるが、会計年度上表中に記載の年度となる。
| 年度               | 調査日   | 乗車人員 | 降車人員 | 乗降人員 | 出典          | 出典          |
| 年度               | 調査日   | 乗車人員 | 降車人員 | 乗降人員 | メトロ        | 大阪府        |
| ------------------ | -------- | -------- | -------- | -------- | ------------- | ------------- |
| 1987年（昭和62年） | 11月10日 | 8,872    | 8,734    | 17,606   |               | [ 大阪府 1 ]  |
| 1990年（平成02年） | 11月06日 | 9,871    | 9,386    | 19,257   |               | [ 大阪府 2 ]  |
| 1995年（平成07年） | 02月15日 | 10,095   | 9,630    | 19,725   |               | [ 大阪府 3 ]  |
| 1998年（平成10年） | 11月10日 | 9,591    | 9,482    | 19,073   |               | [ 大阪府 4 ]  |
| 2007年（平成19年） | 11月13日 | 10,150   | 9,958    | 20,108   |               | [ 大阪府 5 ]  |
| 2008年（平成20年） | 11月11日 | 10,216   | 10,016   | 20,232   |               | [ 大阪府 6 ]  |
| 2009年（平成21年） | 11月10日 | 10,378   | 10,166   | 20,544   |               | [ 大阪府 7 ]  |
| 2010年（平成22年） | 11月09日 | 10,074   | 9,800    | 19,874   |               | [ 大阪府 8 ]  |
| 2011年（平成23年） | 11月08日 | 10,394   | 10,197   | 20,591   |               | [ 大阪府 9 ]  |
| 2012年（平成24年） | 11月13日 | 10,089   | 9,977    | 20,066   |               | [ 大阪府 10 ] |
| 2013年（平成25年） | 11月19日 | 10,489   | 10,237   | 20,726   | [ メトロ 1 ]  | [ 大阪府 11 ] |
| 2014年（平成26年） | 11月11日 | 10,609   | 10,492   | 21,101   | [ メトロ 2 ]  | [ 大阪府 12 ] |
| 2015年（平成27年） | 11月17日 | 10,860   | 10,586   | 21,446   | [ メトロ 3 ]  | [ 大阪府 13 ] |
| 2016年（平成28年） | 11月08日 | 10,551   | 10,375   | 20,926   | [ メトロ 4 ]  | [ 大阪府 14 ] |
| 2017年（平成29年） | 11月14日 | 10,700   | 10,553   | 21,253   | [ メトロ 5 ]  | [ 大阪府 15 ] |
| 2018年（平成30年） | 11月13日 | 10,813   | 10,601   | 21,414   | [ メトロ 6 ]  | [ 大阪府 16 ] |
| 2019年（令和元年） | 11月12日 | 10,927   | 10,585   | 21,512   | [ メトロ 7 ]  | [ 大阪府 17 ] |
| 2020年（令和02年） | 11月10日 | 9,526    | 9,342    | 18,868   | [ メトロ 8 ]  | [ 大阪府 18 ] |
| 2021年（令和03年） | 11月16日 | 9,641    | 9,504    | 19,145   | [ メトロ 9 ]  | [ 大阪府 19 ] |
| 2022年（令和04年） | 11月15日 | 9,927    | 9,809    | 19,736   | [ メトロ 10 ] | [ 大阪府 20 ] |
| 2023年（令和05年） | 11月07日 | 10,053   | 9,903    | 19,956   | [ メトロ 11 ] | [ 大阪府 21 ] |
| 2024年（令和06年） | 11月12日 | 10,201   | 10,129   | 20,330   | [ メトロ 12 ] |               |

## 駅周辺

### 公共施設
- 堺市北区役所
- 堺市立北図書館
- 堺市北保健センター
- 堺市消防局北消防署（旧：金岡消防署）
- 北堺警察署（旧：堺東警察署）
- 堺市立のびやか健康館

### 学校
- 堺市立新金岡東小学校
- 堺市立新金岡小学校
- 堺市立光竜寺小学校
- 堺市立大泉小学校・中学校（大泉学園)
- 堺市立金岡北中学校
- 堺看護専門学校
- 大阪労災看護専門学校
- 近畿管区警察学校

### 商業施設
- フレスポしんかな
- そよら新金岡
- ドン・キホーテ 新金岡店
- A-プライス 新金岡店
- オートバックス 金岡店
- スギ薬局 新金岡店
- ブックオフ ・ハードオフ堺新金岡店

### 医療施設
- 大阪ろうさい病院
- 堺若葉会病院（旧：新金岡豊川総合病院）
- 正風病院
- 近畿中央胸部疾患センター（旧：近畿中央病院）

### 金融機関
- 堺金岡郵便局
- りそな銀行 新金岡支店
- 池田泉州銀行 新金岡支店（■旧：泉州店舗）

### その他
- 新金岡団地
- 金岡公園（陸上競技場・体育館・プール）
- 大阪府営大泉緑地

## バス路線
南海バスと堺市乗合タクシーの路線が発着している。御堂筋線の開業前は、現在の新金岡駅の近くにあった南海電鉄バスの金岡営業所から我孫子駅への路線（堺あびこ線）が設定されていた。

### 南海バス
駅前ロータリーに「地下鉄新金岡駅前」停留所が、駅のすぐ南を通る大阪府道2号大阪中央環状線沿いに「しもつ池」停留所がある。

#### 地下鉄新金岡駅前停留所
- 1番のりば
  - 35・35V・36・36V・37・37V・38V系統：三国ヶ丘駅前経由　堺駅南口行き
    - 近畿中央呼吸器センター前・労災病院前の経由の有無により系統が異なる

- 2番のりば
  - 37・37V・38V系統：阪和堺市駅前行き
  - 32系統：阪和堺市駅前経由　堺東駅前行き
    - 平日朝のみの運行

  - 145系統：野遠・大饗経由　北野田駅前行き
    - 本数わずか

  - 146系統：野遠・大饗経由　美原区役所前行き

#### しもつ池停留所
地下鉄新金岡駅前停留所に乗り入れる系統は省略する。
- 東行のりば
  - 15・15C・15V系統：金岡町経由　白鷺駅前行き
- 西行のりば
  - 15・15V系統：三国ヶ丘駅前経由　堺東駅前行き
    - 労災病院前の経由の有無により系統が異なる

  - 15C系統：三国ヶ丘駅前行き

### 堺市乗合タクシー
駅前ロータリーに「新金岡駅前」停留所がある。利用区間に制限があり、他の駅やバス停留所に向かうことはできない。
- Aルート：北花田駅前行き／初芝駅前行き（デマンド式・1日5往復運行）
- Bルート：八下町経由 初芝駅前行き（デマンド式・1日5往復運行）

## 隣の駅
大阪市高速電気軌道 (Osaka Metro)
 御堂筋線
北花田駅 (M28) - 新金岡駅 (M29) - なかもず駅 (M30)
- ( ) 内は駅番号を示す。

### 記事本文

### 利用状況
1. ↑  路線別駅別乗降人員 - 大阪市高速電気軌道
2. ↑  大阪府統計年鑑 - 大阪府

#### 大阪市高速電気軌道
1. ↑  路線別乗降人員 （2013年11月19日（火）交通調査） (PDF)
2. ↑  路線別乗降人員 （2014年11月11日（火）交通調査） (PDF)
3. ↑  路線別乗降人員 （2015年11月17日（火）交通調査） (PDF)
4. ↑  路線別乗降人員 （2016年11月8日（火）交通調査） (PDF)
5. ↑  路線別乗降人員 （2017年11月14日（火）交通調査） (PDF)
6. ↑  路線別乗降人員 （2018年11月13日（火）交通調査） (PDF)
7. ↑  路線別乗降人員 （2019年11月12日（火）交通調査） (PDF)
8. ↑  路線別乗降人員 （2020年11月10日（火）交通調査） (PDF)
9. ↑  路線別乗降人員 （2021年11月16日（火）交通調査） (PDF)
10. ↑  路線別乗降人員 （2022年11月15日（火）交通調査） (PDF)
11. ↑  路線別乗降人員 （2023年11月7日（火）交通調査） (PDF)
12. ↑  路線別乗降人員 （2024年11月12日（火）交通調査） (PDF)

#### 大阪府統計年鑑
1. ↑  大阪府統計年鑑（昭和63年） (PDF)
2. ↑  大阪府統計年鑑（平成3年） (PDF)
3. ↑  大阪府統計年鑑（平成8年） (PDF)
4. ↑  大阪府統計年鑑（平成11年） (PDF)
5. ↑  大阪府統計年鑑（平成20年） (PDF)
6. ↑  大阪府統計年鑑（平成21年） (PDF)
7. ↑  大阪府統計年鑑（平成22年） (PDF)
8. ↑  大阪府統計年鑑（平成23年） (PDF)
9. ↑  大阪府統計年鑑（平成24年） (PDF)
10. ↑  大阪府統計年鑑（平成25年） (PDF)
11. ↑  大阪府統計年鑑（平成26年） (PDF)
12. ↑  大阪府統計年鑑（平成27年） (PDF)
13. ↑  大阪府統計年鑑（平成28年） (PDF)
14. ↑  大阪府統計年鑑（平成29年） (PDF)
15. ↑  大阪府統計年鑑（平成30年） (PDF)
16. ↑  大阪府統計年鑑（令和元年） (PDF)
17. ↑  大阪府統計年鑑（令和2年） (PDF)
18. ↑  大阪府統計年鑑（令和3年） (PDF)
19. ↑  大阪府統計年鑑（令和4年） (PDF)
20. ↑  大阪府統計年鑑（令和5年） (PDF)
21. ↑  大阪府統計年鑑（令和6年） (PDF)